# Elezioni parlamentari in Finlandia del 2023
Le elezioni parlamentari in Finlandia del 2023 si sono tenute il 2 aprile per il rinnovo dell'Eduskunta, il parlamento del paese.
Condottesi in un contesto di forte rivalità politica tra i partiti, dovuta alla vicinanza percentuale nelle opinioni di voto, in seguito allo spoglio elettorale, i partiti di centro-destra e destra hanno ottenuto una sostanziale vittoria, grazie all’ottimo risultato dei leader Petteri Orpo e Riikka Purra, a discapito della coalizione di centro-sinistra guidata dalla Ministra capo uscente Sanna Marin.
Complessivamente, il Partito di Coalizione Nazionale ha raggiunto il primo posto, con il 20,82% dei voti (48 seggi), seguiti a breve distanza dai Veri Finlandesi, con il 20,06% dei voti (46 seggi). I Socialdemocratici, invece, che erano precedentemente al governo, sono giunti solo al terzo posto, con il 19,95% dei voti (43 seggi).

## Sistema elettorale
I 200 membri del Parlamento sono eletti utilizzando un sistema proporzionale a liste aperte in 13 collegi plurinominali, con i seggi assegnati secondo il metodo D'Hondt. 
Il numero dei rappresentanti eletti è proporzionale alla popolazione del distretto sei mesi prima delle elezioni, mentre le Isole Åland hanno, per via della loro autonomia a livello provinciale, hanno sempre assicurato un collegio elettorale, conteso nell'ambito di un proprio sistema di partiti regionali.

## Risultati
| Partito di Coalizione Nazionale              | 644 555   | 20,82 | 48  |  |  |  |
| Veri Finlandesi                              | 620 981   | 20,06 | 46  |  |  |  |
| Partito Socialdemocratico Finlandese         | 617 552   | 19,95 | 43  |  |  |  |
| Partito di Centro Finlandese                 | 349 362   | 11,29 | 23  |  |  |  |
| Lega Verde                                   | 217 795   | 7,04  | 13  |  |  |  |
| Alleanza di Sinistra                         | 218 430   | 7,06  | 11  |  |  |  |
| Partito Popolare Svedese di Finlandia — C.Å. | 133 518   | 4,31  | 10  |  |  |  |
| Democratici Cristiani Finlandesi             | 130 694   | 4,22  | 5   |  |  |  |
| Movimento Ora                                | 74 995    | 2,42  | 1   |  |  |  |
| Altri (< 2,4%)                               | 87 444    | 2,82  | –   |  |  |  |
| Totale                                       | 3 095 604 | 100   | 200 |  |  |  |
|                                              |           |       |     |  |  |  |
| Voti non validi                              | 14 434    | 0,46  |     |  |  |  |
| Votanti                                      | 3 110 038 | 68,50 |     |  |  |  |
| Elettori                                     | 4 540 437 |       |     |  |  |  |

Nota: Nella sola Finlandia, gli individui aventi diritto di voto sono stati 4.277.487
| Riepilogo dei seggi (+/- elezioni 2019) | Riepilogo dei seggi (+/- elezioni 2019) | Riepilogo dei seggi (+/- elezioni 2019) | Riepilogo dei seggi (+/- elezioni 2019) | Riepilogo dei seggi (+/- elezioni 2019) | Riepilogo dei seggi (+/- elezioni 2019) | Riepilogo dei seggi (+/- elezioni 2019) |
| --------------------------------------- | --------------------------------------- | --------------------------------------- | --------------------------------------- | --------------------------------------- | --------------------------------------- | --------------------------------------- |
|                                         |                                         |                                         |                                         |                                         |                                         |                                         |
| VAS                                     | 11                                      | ▼ 5                                     |                                         | VIHR                                    | 13                                      | ▼ 7                                     |
| SDP                                     | 43                                      | ▲ 3                                     |                                         | ÅS                                      | 1                                       | ━                                       |
| LIIK                                    | 1                                       | ━                                       |                                         | KESK                                    | 23                                      | ▼ 8                                     |
| SFP/RKP                                 | 9                                       | ━                                       |                                         | KD                                      | 5                                       | ━                                       |
| KOK                                     | 48                                      | ▲ 10                                    |                                         | PS                                      | 46                                      | ▲ 7                                     |